# Condado de Choctaw (Oklahoma)
El condado de Choctaw (en inglés: Choctaw County), fundado en 1907, es un condado del estado estadounidense de Oklahoma. En el año 2000 tenía una población de 15.342 habitantes con una densidad de población de 8 personas por km². La sede del condado es Hugo.

## Geografía
Según la oficina del censo el condado tiene una superficie total de 2074 km² (800,8 mi²), de los que 2004 km² (773,7 mi²) son tierra y 69 km² (26,6 mi²) (3,34%) son agua.

### Condados adyacentes
- Condado de Pushmataha - norte
- Condado de McCurtain - este
- Condado de Red River - sureste
- Condado de Lamar - sur
- Condado de Bryan - oeste
- Condado de Atoka - noroeste

### Principales carreteras y autopistas
- U.S. Autopista 70
- U.S. Autopista 271
- Autopista estatal 93
- De peaje: Indian Nation Turnpike

## Demografía
Según el censo del 2000 la renta per cápita media de los habitantes del condado era de 22.743 dólares y el ingreso medio de una familia era de 28.331 dólares. En el año 2000 los hombres tenían unos ingresos anuales 25.777 dólares frente a los 18.805 dólares que percibían las mujeres. El ingreso por habitante era de 12.296 dólares y alrededor de un 24,30% de la población estaba bajo el umbral de pobreza nacional.

## Ciudades y pueblos
- Boswell
- Fort Towson
- Hamden
- Hugo
- Nelson
- Ringold
- Rufe
- Sawyer
- Slim
- Soper
- Spencerville
- Swink